# Xantoo
Xantoo war ein deutsches Popduo. Es wurde Ende 2006 aus der Sängerin Gracia Baur und dem Sänger Marvin Broadie gebildet.

## Wirken
Ein Jahr nach der Aufnahme des letzten Albums von Gracia Baur, das sich Ende 2005 nur mäßig verkauft hatte, wurde ihr zur Belebung ihrer Karriere der Soulsänger Marvin Broadie an die Seite gestellt. Kennengelernt hatten sich beide im Tonstudio Bros Music in Weil am Rhein, welches David Brandes gehört. Broadie war bis 1999 Mitglied der britisch-amerikanischen Soulband Soultans, mit der er mehrere Charterfolge landen konnte.
Zum Weihnachtsgeschäft 2006 wurde die Ballade Cos I Believe als Single veröffentlicht. Der deutsche Fernsehsender RTL II setzte den Song zur Untermalung seiner Trailer ein. Ende 2006 stieg die Single auf Platz 39 in die deutschen Verkaufscharts ein. Sie hielt sich dort sechs Wochen. 